# 离塞蛛
离塞蛛（学名：Thelcticopis severa）为巨蟹蛛科塞蛛属的动物。分布于日本、台湾岛以及中国大陆的广西、海南等地，一般生活于龙眼树丛。该物种的模式产地在日本。